# Georg Ager
Georg Ager (* 26. September 1958 in Hopfgarten im Brixental) ist ein ehemaliger österreichischer Skirennläufer. Der Abfahrtsspezialist wurde zweifacher Profi-Weltmeister.
Ager kam im Alter von sieben Jahren zum Skiclub seines Heimatortes Hopfgarten und besuchte später die Skihauptschule in Neustift im Stubaital. In der Juniorenklasse gewann er mehrere Tiroler Landesmeistertitel und schließlich wurde er in den C-Kader des Österreichischen Skiverbandes aufgenommen. Über einige gute Platzierungen in FIS-Rennen kam er jedoch nicht hinaus und so wechselte er 1979 zur Profitour in die USA, wo er vor allem in der Abfahrt von Beginn an großen Erfolg hatte. Bereits in seiner ersten Saison (1979/80) konnte er die Abfahrtsgesamtwertung der World Pro Tour für sich entscheiden und im nächsten Winter konnte er diesen Sieg wiederholen. 1982/83 gewann er zum dritten Mal die Abfahrtswertung und zum ersten Mal sicherte er sich auch die Gesamtwertung der World Pro Tour und damit den Titel des Profi-Weltmeisters. Zudem gewann er auch die Gesamtwertung der japanischen Pro Tour. Im nächsten Winter wurde er mit seinem zweiten Gesamtsieg in der World Pro Tour erneut Profiweltmeister. Den Gesamtsieg in der Japan-Tour konnte er sowohl 1984 als auch 1985 wiederholen. 1987 beendete Ager seine Karriere als Profiskiläufer. In Europa war er aber weiterhin bei kleineren Wettkämpfen am Start und später nahm er noch an Rennen im FIS Carving Cup teil. Ager absolvierte die Ausbildung zum Diplom-Skilehrer sowie zum staatlich geprüften Langlauf- und Snowboardlehrer und Skiführer. Er übernahm die Leitung der Skischule in Hopfgarten und ist seit 2003 auch als Trainer in Hugo Nindls Austria Racing Camps tätig.